# Puppet
 (novembre 2014).
Puppet est un logiciel libre permettant la gestion de la configuration de serveurs esclaves (GNU/Linux, Mac OS X et Windows).
Puppet est écrit à l'aide du langage de programmation Ruby et est diffusé sous licence Apache 2.0 pour les versions récentes de Puppet. Les versions plus anciennes (inférieures à la V2.7.0), sont sous licence GPL.
La version libre permet de gérer les déploiements système et applicatif, et accepte les machines virtuelles type Amazon EC2.
La version commerciale de Puppet permet en plus, de gérer les machines virtuelles VMware, d'avoir une interface graphique de gestion, d'automatiser et d'orchestrer les déploiements, d'avoir une plateforme de développement pour tous les environnements, de gérer individuellement les droits utilisateurs.
Puppet est utilisé dans la suite Satellite (en) de Red Hat.